# Контркультура
Контркульту́ра — специфический вид культуры. С точки зрения культурологии, контркультура — это течение, которое отрицает ценности доминирующей культуры.

## Возникновение
Социолог Джон Милтон Йингер ввёл термин «Контркультура» в 1960 году в своей статье «Контркультура и субкультура» в «Американском социологическом обозрении». Йингер предложил использовать термин «контркультура» «везде, где первостепенный элемент нормативной системы какой-либо группы — конфликт с ценностями всего общества, где личностные переменные непосредственно участвуют в развитии и поддержании ценностей группы, и где её нормы могут быть поняты только путём отсылки к отношениям группы с окружающей её доминирующей культурой».
Термин «контркультура» был популяризирован американским социологом Теодором Роззаком, применявшим его для обозначения новых течений в искусстве, противопоставляющих себя традиционной культуре. Контркультура противопоставляла себя тем, что ставила во главу угла чувственно-эмоциональное переживание бытия, находящееся за рамками умозрительно-логических методов познания.
Контркультура, как правило, не просто имеет парадигму, отличающуюся от парадигмы доминирующей культуры, но и явным образом противопоставляет себя доминирующей культуре, ставит под сомнение господствующие культурные ценности, нормы и моральные устои, создаёт свою собственную систему норм и ценностей.
Особо ярко контркультура была выражена в «молодёжной революции» 1960-х годов, движении хиппи и в 1970-х годах в субкультуре панк.
В 1960-е годы на Западе произошла «контркультурная революция», как часть которой возникло много новых религий. В частности, одна из новых религий — трансцендентальная медитация — в 1970-е годы в США насчитывала несколько миллионов последователей.
В СССР примером контркультуры являлась андеграундная рок-культура.

## Принцип образования контркультуры
Контркультура — явление, свойственное не только и не столько широко известным и приведённым выше молодёжным движениям XX века. Господствующая культура не способна охватить всё символическое пространство общества. Часть этого пространства «делят» между собой суб- и контркультуры. К таким контркультурам в различных исследованиях относят раннее христианство, прочие религии, коммуны утопистов и движение большевиков.
Примером контркультуры является также уголовная среда, в замкнутой и обособленной среде которой постоянно формируются и видоизменяются идеологические доктрины, буквально «переворачивающие с ног на голову» общепринятые ценности — честность, трудолюбие, семейную жизнь и т. д.